# Червеногърбо брадато саки
Червеногърбото брадато саки (Chiropotes chiropotes) е вид бозайник от семейство Сакови (Pitheciidae).

## Разпространение
Видът е разпространен в Бразилия, Венецуела, Гвиана, Суринам и Френска Гвиана.